# Paradox (布袋寅泰のアルバム)
『Paradox』（パラドックス）は、日本のミュージシャン、布袋寅泰の17枚目のアルバムである。

## 解説
オリジナルアルバムとしては前作『STRANGERS』から2年振り、日本語で歌うオリジナルアルバムとしては『COME RAIN COME SHINE』から4年振りとなる作品。
2017年3月12日に2017年ロンドンテロ事件が勃発したこと、そしてこのテロを居住地ロンドンにて身近で体験したことが本作に強く影響を及ぼしている。

## 録音
ゲストミュージシャンに、バッド・カンパニーのボーカルであるポール・ロジャースの娘・ジャスミン・ロジャースが参加している。

## リリース
2017年10月25日にユニバーサルミュージックのヴァージンレーベルよりCDで通常盤と完全数量限定盤が、2017年12月25日に数量限定のアナログ盤がリリースされる。
完全数量限定盤には通常盤のCDに加え、配信限定シングルであった『Music Day』、『Treasure Hunt』、『Music Day(Guitar Karaoke)』の3曲が収録されたボーナスCD、業界史上初の試みとして、2017年12月25日横浜アリーナ公演のライブ音源をダウンロードすることができる”フューチャー・ダウンロード・パス”、後述のアルバムリリースにあわせたツアーでの使用を考慮したParadoxグッズセット（Tシャツ/マフラータオル/トートバッグなどの限定グッズ）が同封されている。
アナログ盤は2枚組みでUNIVERSAL MUSIC STORE で数量限定でリリースされた。アナログ盤のリリースは2012年に発売された30周年記念BOX以来5年ぶり、オリジナルアルバムのアナログ化は2009年にリリースされた『GUITARHYTHM V』以来となる。アナログ・カッティングには通常の半分のスピードでカッティングすることでより繊細で生々しい音質が得られる、ハーフ・スピード・カッティングという技術が採用されている。

## アートワーク
右手にペン、左手に地球が浮かんでいるというジャケットは、「かつて"ペンは剣よりも強し"と言われたが、現代はインターネットや過剰に発達したマスメディア等、ペンが人を殺す時代」という意図が込められている。

## ツアー
本作を携えてのツアーは『HOTEI Live In Japan 2017 〜Paradox Tour〜』と題し、2017年10月26日から12月22日まで14都市17公演が開催された。
バンドメンバーはザッカリー・アルフォード、井上富雄、奥野真哉、岸利至、黒田晃年。奥野がスケジュールの関係で欠席だった公演には佐藤友亮が参加した。
ツアー・ファイナルとなる2017年12月25日の横浜アリーナ公演は『HOTEI Paradox Tour 2017 The FINAL 〜Rock'n Roll Circus〜』と題し、ゲストとしてコブクロの小渕健太郎も参加した。

## 収録曲

### 通常盤
| #         | タイトル                    | 作詞           | 作曲      | 時間  |
| --------- | --------------------------- | -------------- | --------- | ----- |
| 1.        | 「Amplifire」               | いしわたり淳治 | 布袋寅泰  | 4:30  |
| 2.        | 「Pandemoniac Frustration」 | 森雪之丞       | 布袋寅泰  | 3:55  |
| 3.        | 「Dreamers Are Lonely」     | 布袋寅泰       | 布袋寅泰  | 5:19  |
| 4.        | 「ヒトコト」                | 布袋寅泰       | 布袋寅泰  | 5:09  |
| 5.        | 「Paradox」                 | 森雪之丞       | 布袋寅泰  | 4:07  |
| 6.        | 「Blue Sky」                | 森雪之丞       | 布袋寅泰  | 5:09  |
| 7.        | 「Maze」                    |                | 布袋寅泰  | 4:41  |
| 8.        | 「Parade」                  | 高橋久美子     | 布袋寅泰  | 3:26  |
| 9.        | 「London Bridge」           | 布袋寅泰       | 布袋寅泰  | 4:19  |
| 10.       | 「Strawberry Fieldsの太陽」 | 森雪之丞       | 布袋寅泰  | 4:30  |
| 11.       | 「Aquarium」                | 小渕健太郎     | 布袋寅泰  | 4:49  |
| 12.       | 「Amplifire (Reprise)」     |                | 布袋寅泰  | 6:17  |
| 合計時間: | 合計時間:                   | 合計時間:      | 合計時間: | 56:11 |

### 完全数量限定盤 ボーナスCD
| #         | タイトル                       | 作詞      | 作曲      | 時間  |
| --------- | ------------------------------ | --------- | --------- | ----- |
| 1.        | 「Music Day」                  | 布袋寅泰  | 布袋寅泰  | 4:26  |
| 2.        | 「Treasure Hunt」              | 布袋寅泰  | 布袋寅泰  | 3:53  |
| 3.        | 「Music Day (Guitar Karaoke)」 | 布袋寅泰  | 布袋寅泰  | 4:26  |
| 合計時間: | 合計時間:                      | 合計時間: | 合計時間: | 12:45 |

### アナログ盤

#### Disc1 SideA
| #         | タイトル                    | 作詞           | 作曲      | 時間  |
| --------- | --------------------------- | -------------- | --------- | ----- |
| 1.        | 「Amplifire」               | いしわたり淳治 | 布袋寅泰  | 4:30  |
| 2.        | 「Pandemoniac Frustration」 | 森雪之丞       | 布袋寅泰  | 3:55  |
| 3.        | 「Dreamers Are Lonely」     | 布袋寅泰       | 布袋寅泰  | 5:19  |
| 4.        | 「ヒトコト」                | 布袋寅泰       | 布袋寅泰  | 5:09  |
| 合計時間: | 合計時間:                   | 合計時間:      | 合計時間: | 18:53 |

#### Disc1 SideB
| #         | タイトル     | 作詞       | 作曲      | 時間  |
| --------- | ------------ | ---------- | --------- | ----- |
| 1.        | 「Paradox」  | 森雪之丞   | 布袋寅泰  | 4:07  |
| 2.        | 「Blue Sky」 | 森雪之丞   | 布袋寅泰  | 5:09  |
| 3.        | 「Maze」     |            | 布袋寅泰  | 4:41  |
| 4.        | 「Parade」   | 高橋久美子 | 布袋寅泰  | 3:26  |
| 合計時間: | 合計時間:    | 合計時間:  | 合計時間: | 17:23 |

#### Disc2 SideC
| #         | タイトル                    | 作詞       | 作曲      | 時間  |
| --------- | --------------------------- | ---------- | --------- | ----- |
| 1.        | 「London Bridge」           | 布袋寅泰   | 布袋寅泰  | 4:19  |
| 2.        | 「Strawberry Fieldsの太陽」 | 森雪之丞   | 布袋寅泰  | 4:30  |
| 3.        | 「Aquarium」                | 小渕健太郎 | 布袋寅泰  | 4:49  |
| 4.        | 「Amplifire (Reprise)」     |            | 布袋寅泰  | 6:17  |
| 合計時間: | 合計時間:                   | 合計時間:  | 合計時間: | 19:55 |

## 楽曲解説
1. Amplifire
布袋によるとタイトルの「Amplifire」は造語で、本来は「Amplifier」と書くところを「fire」にして、感情の炎を増幅させる音楽＝ロックへの思いが込められている[4]。
2. Pandemoniac Frustration
森雪之丞による初期段階の詞では世界の危機がかなり具体的に書かれていたが、布袋は歌詞の世界観をメタファーとして音楽にすることをこの曲のテーマとし、ビートに乗せながら様々な言葉をパズルのように組み合わせて、何度も詞を書き直してもらい楽曲を完成させている[4]。
サビの「OH MY GOD」のフレーズはデモテープの時点で存在しており、当初は楽曲タイトルの候補にもなっていた。[3]
バッキング・ボーカルにポール・ロジャースの娘・ジャスミン・ロジャースが参加している[2]。
3. Dreamers Are Lonely
4. ヒトコト
ギターソロ部分は3時間かけてデモテイクが制作されており、そのデモに合わせドラムのザッカリー・アルフォード（英語版）が楽しそうに1音1音大切にドラムを叩いている様子をミキシングルームから見ていた布袋は、新たにソロを弾き直す気持ちになれず、デモテイクをそのまま最終テイクとして採用している[4]。
5. Paradox
アルバムのタイトル曲。「Paradox」＝「矛盾」というテーマで森雪之丞により作詞されている[4]。
6. Blue Sky
アルバムの作品中、最初に歌詞が完成した作品。アルバムタイトルの「Paradox」はこの楽曲の「探せば失う記憶のパラドックス」という歌詞の一節から決められた。
2017年ロンドンテロ事件の生々しいニュースが流れた翌朝、ロンドンには抜けるような青空が清々しく広がっており、布袋には悲しみと未来の狭間にある青空が、あまりにもシュールで象徴的な情景に感じられたことから、その時の気持ちを森雪之丞に託し作詞されている[4]。
奥野真哉がレコーディングの休憩中にかけたジャズのレコードに合わせメンバーがセッションを始めたところから着想を得て出来た楽曲である。[3]
7. Maze
インストゥルメンタル曲。今の自分の中にある感覚を、ギターのプレイで表わすインストゥルメンタルを1曲入れたいという思いから制作された。
布袋自身は意識していなかったが、海外でライブを行うと「君のスタイルはデヴィッド・ギルモアに似ている」とよく指摘されることから、改めてピンク・フロイドの楽曲を聴き返したところ、ギルモアやプログレッシブ・ロックからの影響が自分の中にあることに気付き、この作品にはプログレッシブ・ロックの特徴的な要素である変拍子を意図的に導入している。ギルモアが「泣き」のギターであるのに対し、布袋曰く本作は「攻め」のギターと述べている[2]。
ツアー中のMCによれば、変拍子の楽曲であることから『Maze（迷路）』というタイトルになったとのこと。
8. Parade
元チャットモンチーの高橋久美子が作詞を担当。メールのやりとりで作品の世界観のすり合わせを行っており[2]、アルバムリリース直後の時点ではまだ高橋と直接対面したことはないとのこと[3]。
バッキング・ボーカルにはポール・ロジャースの娘、ジャスミン・ロジャースが参加している[2]。
9. London Bridge
ロンドンでテロが起きた直後に地下鉄の駅員が掲示板に書いた「London Bridge Will Never Fall Down（意訳：俺たちは絶対に負けない）」という一節や、童謡「ロンドン橋落ちた（原題 London Bridge Is Falling Down）」のパロディーフレーズが用いられている[2]。
10. Strawberry Fieldsの太陽
森雪之丞から届いた「Strawberry Fieldsの太陽」という1行目のフレーズからストロベリーフィールズ、ビートルズ、ジョン・レノンなど、天に行った人たちは星になるが、ストロベリーフィールズに浮かぶ太陽という、眩しいロックスターたちのいる場所というイメージに直結し、そこから「僕らの愛したロックスターに捧げないか」というところに行きつくまで何度も歌詞が変更され、はじめに準備されていたものとはまったく違う詞になった。[2]。
11. Aquarium
コブクロの小渕健太郎が作詞を担当。
12. Amplifire (Reprise)
インストゥルメンタル曲。
『SUPERSONIC GENERATION』でも共演したDARREN PRICE（英語版）が参加している。

## 参加ミュージシャン
- 布袋寅泰 
  - ギター (#1-11)
  - ボーカル (#1-6.8.9.10.11)
  - キーボード (#1.2.4.5.7.10)
  - プログラミング (#1.2.4.5.7-11)
  - リミックス (#12)
- MARK NEARLY（英語版）
  - ベース (#1-11)
  - ペダル・スティール・ギター、パーカッション (#7)
- ZACHRY ALFORD（英語版） - ドラム (#1.3.4.5.8.9.10.11)
- STEVE BURNY（英語版） - ドラム (#2.6.7)
- 奥野真哉 - キーボード (#2.3.4.6.8.9.11)
- DARREN PRICE（英語版） - リミックス (#12)
- 岸利至
  - オーディオ・エディット (#1.8.9.10)
  - プログラミング (#2.3.4.5.11)
- 福富幸宏 - プログラミング (#2.6)
- ジャスミン・ロジャース - バッキング・ボーカル (#2.8)
- Rhys Oakes - バッキング・ボーカル (#2.3.4.5.9)

### エンジニア

#### ミックス・エンジニア
- ADRIAN BUSHBY（英語版）
- SIMON GOGARY（英語版）

#### マスタリング・エンジニア
- Tim Young